# Żydzi modlący się w synagodze podczas Jom Kipur
Żydzi modlący się w synagodze podczas Jom Kipur, Żydzi modlący się w synagodze podczas Yom Kippur (hebr. ‏יהודים מתפללים בבית הכנסת ביום הכיפורים‎) – obraz olejny polskiego malarza Maurycego Gottlieba powstały w 1878 roku, znajdujący się w zbiorach Muzeum Sztuki w Tel Awiwie.
Obraz Gottlieba stanowi największą atrakcję telawiwskiego muzeum. Uważany jest też przez wielu Żydów za par excellence dzieło żydowskie, swego rodzaju ikonę żydowskości.

## Historia
Maurycy Gottlieb pochodził z zamożnej rodziny żydowskiej osiadłej w Drohobyczu. W latach 1871–1873 studiował w Akademii Sztuk Pięknych w Wiedniu, ale poruszony twórczością Jana Matejki (biografowie wymieniają Rejtana), przeniósł się do Krakowa i w roku akademickim 1873–1874 rozpoczął studia w tamtejszej Szkole Sztuk Pięknych. Zetknąwszy się z zachowaniami antysemickimi studentów i jednego z profesorów, rozgoryczony Gottlieb postanowił jednak opuścić Kraków. W latach 1876–1878 przebywał w Wiedniu, gdzie powstał obraz Żydzi modlący się w synagodze podczas Yom Kippur. Dzieło miało stać się dopełnieniem cyklu monumentalnych obrazów ukazujących naukę, cuda i ofiarę Chrystusa w kontekście historycznym, tzn. z jak najwierniejszym oddaniem realiów przekazów biblijnych. W cyklu miały zostać ukazane obyczaje, stroje, architektura i palestyński krajobraz. Artysta prawie ukończył dwa obrazy: Chrystus przed sądem oraz Chrystus nauczający w Kafarnaum. Szkice, według których miały powstać kolejne, zaginęły. Znawcy twórczości Gottlieba sądzą, iż artysta starał się wydobyć i zaakcentować wspólne korzenie judaizmu i chrześcijaństwa. W twórczości Gottlieba ujawniła się romantyczna natura oraz wewnętrzne rozdarcie podyktowane potrzebą określenia własnej tożsamości narodowej.
Obecnie obraz Żydzi modlący się w synagodze znajduje się w zbiorach izraelskiego Muzeum Sztuki w Tel Awiwie. W 2014 oraz 2015 roku obraz, wraz z innymi czterdziestoma pięcioma dziełami artysty, był prezentowany na wystawie „Maurycy Gottlieb. W poszukiwaniu tożsamości” najpierw w Muzeum Pałacu Herbsta w Łodzi, a następnie w Krakowie w Kamienicy Szołayskich.

## Opis obrazu
Przedstawiając scenę rodzajową, artysta namalował niejako trzykrotny swój portret: jako dziecka, nastolatka oraz młodego mężczyzny. Obraz wyraża w swym generalnym przesłaniu ciągłość tradycji i jednocześnie żywotność szeroko rozumianego żydowskiego etosu.
Gottlieb ukazał wnętrze dziewiętnastowiecznej synagogi w Galicji w godzinie nabożeństwa. Chociaż wnętrze oświetlane jest przez dwa okrągłe okna z kolorowymi szybami, światło dają też świece ustawione po lewej stronie. Synagoga jest przestronna. Posiada zlokalizowaną powyżej część dla kobiet. W lewym dolnym rogu malarz ukazał siebie w wieku dziecięcym. Chłopiec ma medalion z inicjałami imienia i nazwiska artysty w języku hebrajskim – „ג” (pol. gimel) i „מ” (pol. mem). W prawym dolnym rogu drugi portret malarza, tym razem w wieku nastolatka czytającego z książki modlitewnej, najprawdopodobniej razem ze swoim ojcem. Trzeci autoportret, ten najbardziej zbliżony do wieku, w którym był Gottlieb w momencie malowania – 22 lata – to młody mężczyzna opierający swoją twarz na ręce tuż nad drogocenną Torą.
W sposób symboliczny ukazane zostało napięcie istniejące w dziewiętnastowiecznej żydowskiej kulturze i tożsamości. Chłopiec symbolizuje odwieczność tradycji przekazywanej z pokolenia na pokolenie. Brodaty starzec z pejsami, w sztrajmle, trzymający na kolanach Rodał, oraz wszyscy mężczyźni w tałesach wokół niego symbolizują żywą tradycję. Oddzielone mechicą kobiety, niektóre z książkami w rękach, wśród których znajduje się matka i narzeczona artysty, oraz pański jak na warunki galicyjskie budynek synagogi symbolizują nowoczesną część dziewiętnastowiecznej żydowskiej społeczności, m.in. zwolenników tzw. haskali, czyli nurtu oświeceniowego. W tym duchu wychowywali swoje dzieci Gottliebowie.
Przedstawione osoby, co typowe dla Gottlieba, są smutne, ukazane z nutą melancholii. Wizyjny nastrój obrazu podkreślają ekspresyjne walory światłocieniowe, delikatna gra refleksów światła oraz harmonia tonów barw. Można odczuć charakterystyczny dla twórczości młodego malarza fatalizm bezbronności człowieka wobec przemian losu.
Symboliczny jest też wybór święta, dla ukazania żydowskiej wspólnoty na modlitwie. Tytułowy Yom Kippur (pol. Dzień Pojednania, Przebłagania), najbardziej uroczysty dzień roku w kalendarzu żydowskim. W wigilię Yom Kippur w synagogach zapalano świece za dusze zmarłych rodziców i członków najbliższej rodziny. Odmawiano modlitwę „Kol Nidre”, w której, jak wierzono, żyjący jednoczyli się z minionymi pokoleniami. W rozmowie z Nathanem Samuelym malarz miał opisać nastrój, który towarzyszył mu podczas malowania. Miał odczuć obecność bliskich i znanych zmarłych, którzy prosili go, by przywrócił ich do życia. Artysta miał namalować osoby zmarłe z pamięci oraz posługując się posiadanymi fotografiami. Tajemnicza siła miała pchnąć go do napisania pędzlem na sukience (hebr. ‏מְעִיל‎ me'il) Rodału, gdzie zazwyczaj znajdował się motyw korony oraz inskrypcja donacyjna: „Korona Tory podarowana ku pamięci duszy zmarłego, czcigodnego nauczyciela i rabina Mosze Gottlieba, niech pamięć o sprawiedliwym będzie błogosławieństwem. 1877–1878”, co stało się swego rodzaju „proroctwem-autoepitafium”. Maurycy Gottlieb zmarł przedwcześnie w 1879 roku. Żydowska wersja imienia malarza to bez wątpienia Mosze.

## Obraz bez kobiet

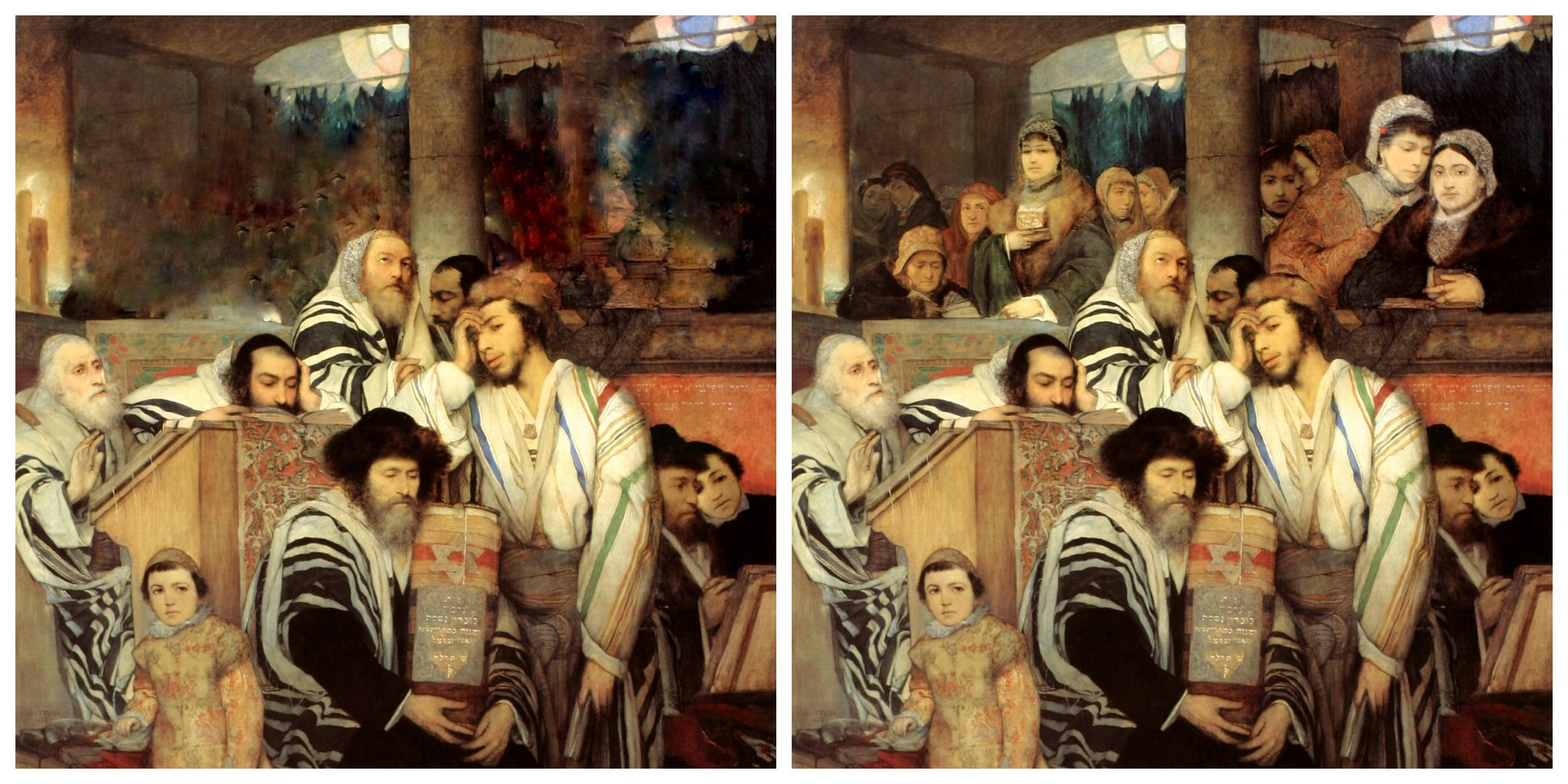
Żydzi modlący się w synagodze podczas Yom Kippur „bez kobiet” i „z kobietami”

W latach siedemdziesiątych XX wieku muzeum Bet ha-Tefucot w Tel Awiwie zaprezentowało w ramach stałej ekspozycji dotyczącej czynników, które zadecydowały o wielowiekowym istnieniu żywiołu żydowskiego w diasporze, przemalowaną wersję Żydów modlących się w synagodze podczas Yom Kippur Maurycego Gottlieba. Autorzy ekspozycji usunęli wszystkie namalowane pierwotnie kobiety, zastępując je stylizowanym tłem i żyrandolem. Zwiedzający muzeum mogli wchodzić do specjalnie przyciemnionego, ciasnego i zamkniętego pomieszczenia, gdzie rozbrzmiewała muzyka, wprowadzająca klimat obchodu święta Yom Kippur. Gdy wzrok wchodzących przyzwyczaił się do półmroku, można było zobaczyć przemalowany obraz Gottlieba.
Przeciwko eksponowaniu okaleczonego dzieła zaprotestowało izraelskie środowisko feministyczne, m.in. Dafna Izraeli oraz Pnina Lahav, które widziało w zabiegu muzealników tendencje mizoginistyczne. Muzeum odmawiało ingerencji w układ ekspozycji. Po latach usunięto cały fragment dotyczący święta Yom Kippur.